# Gongora aceras
Gongora aceras är en orkidéart som beskrevs av Robert Louis Dressler. Gongora aceras ingår i släktet Gongora och familjen orkidéer.
Artens utbredningsområde är Ecuador. Inga underarter finns listade i Catalogue of Life.

## Bildgalleri

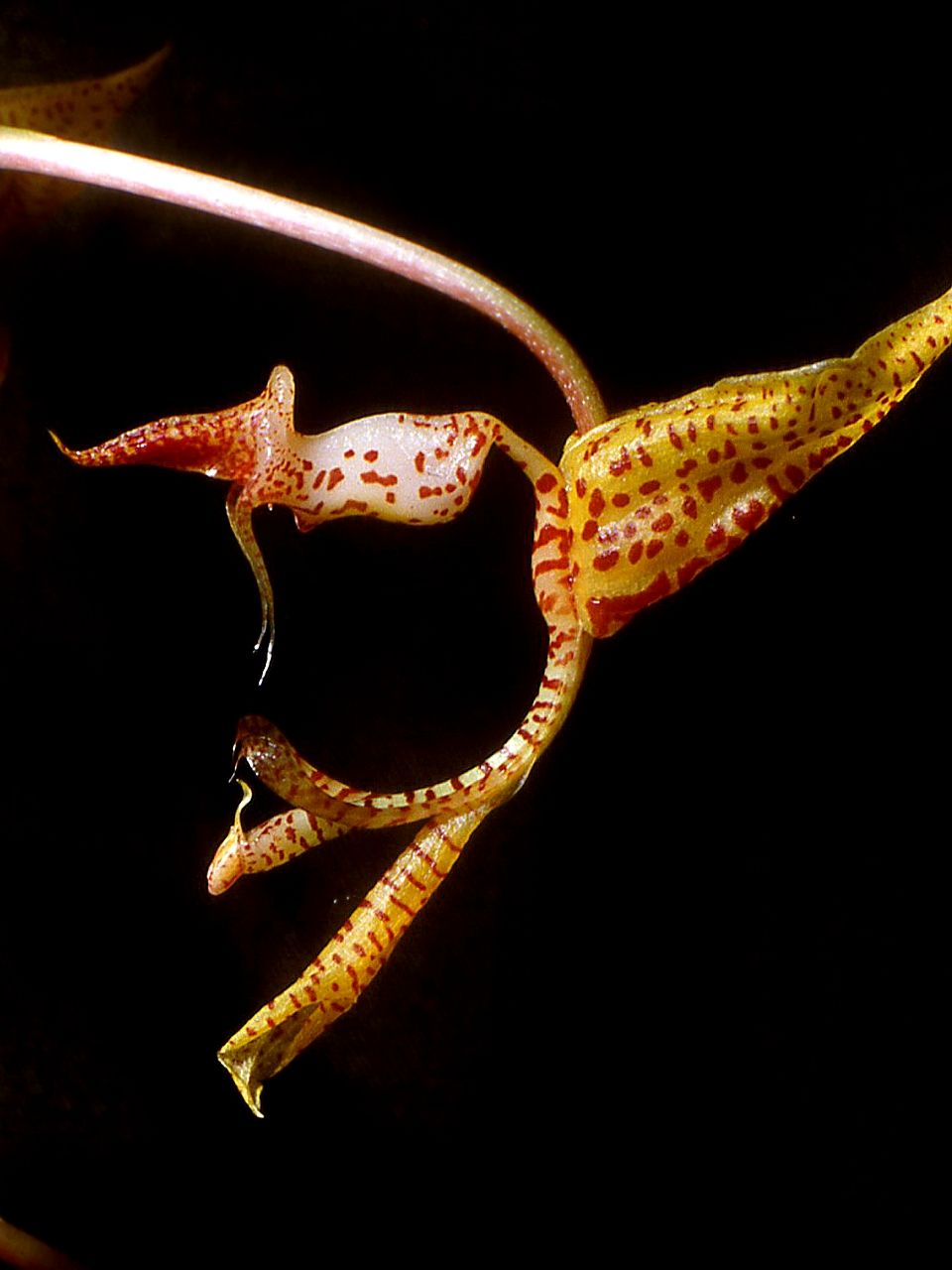
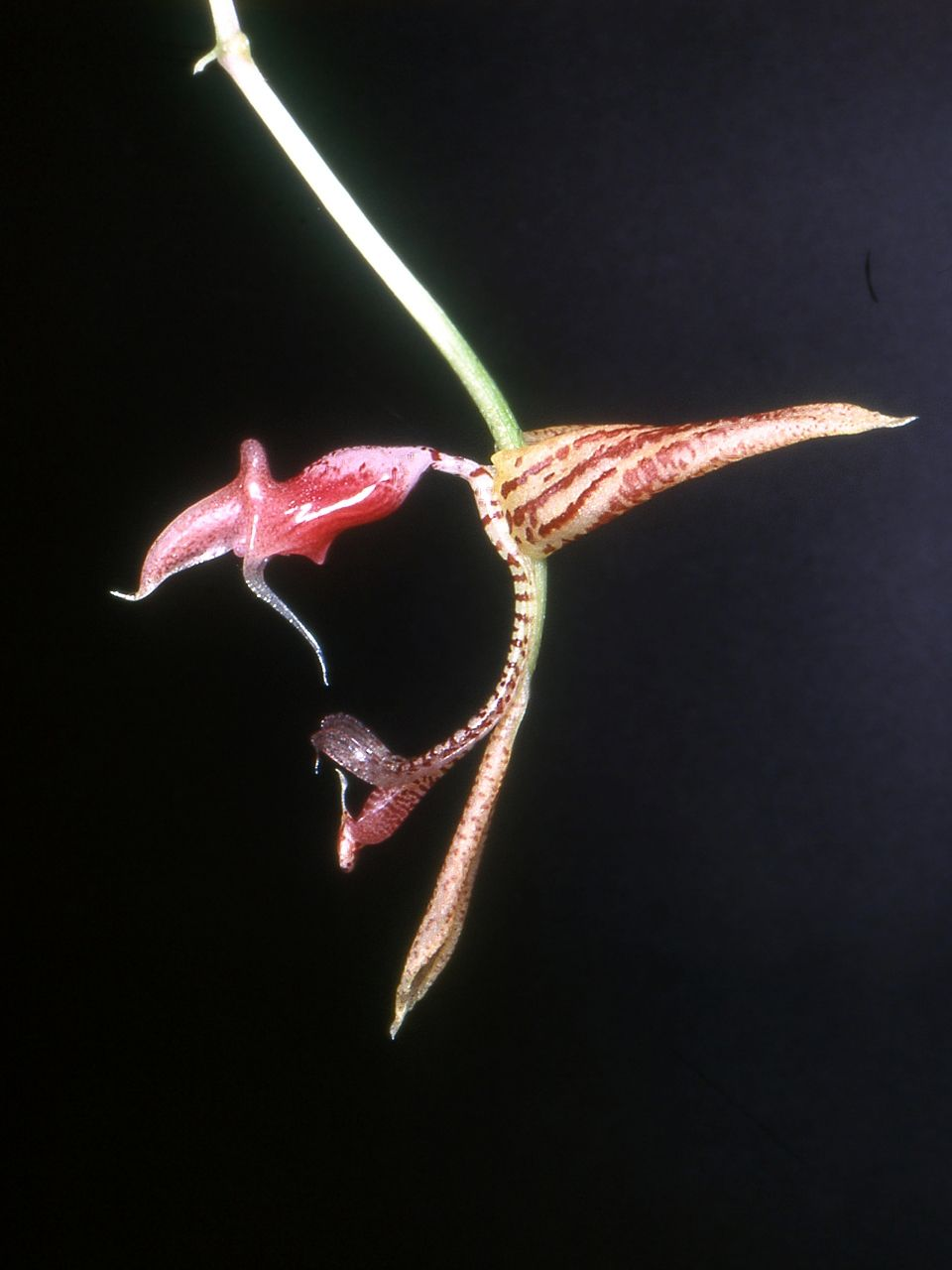
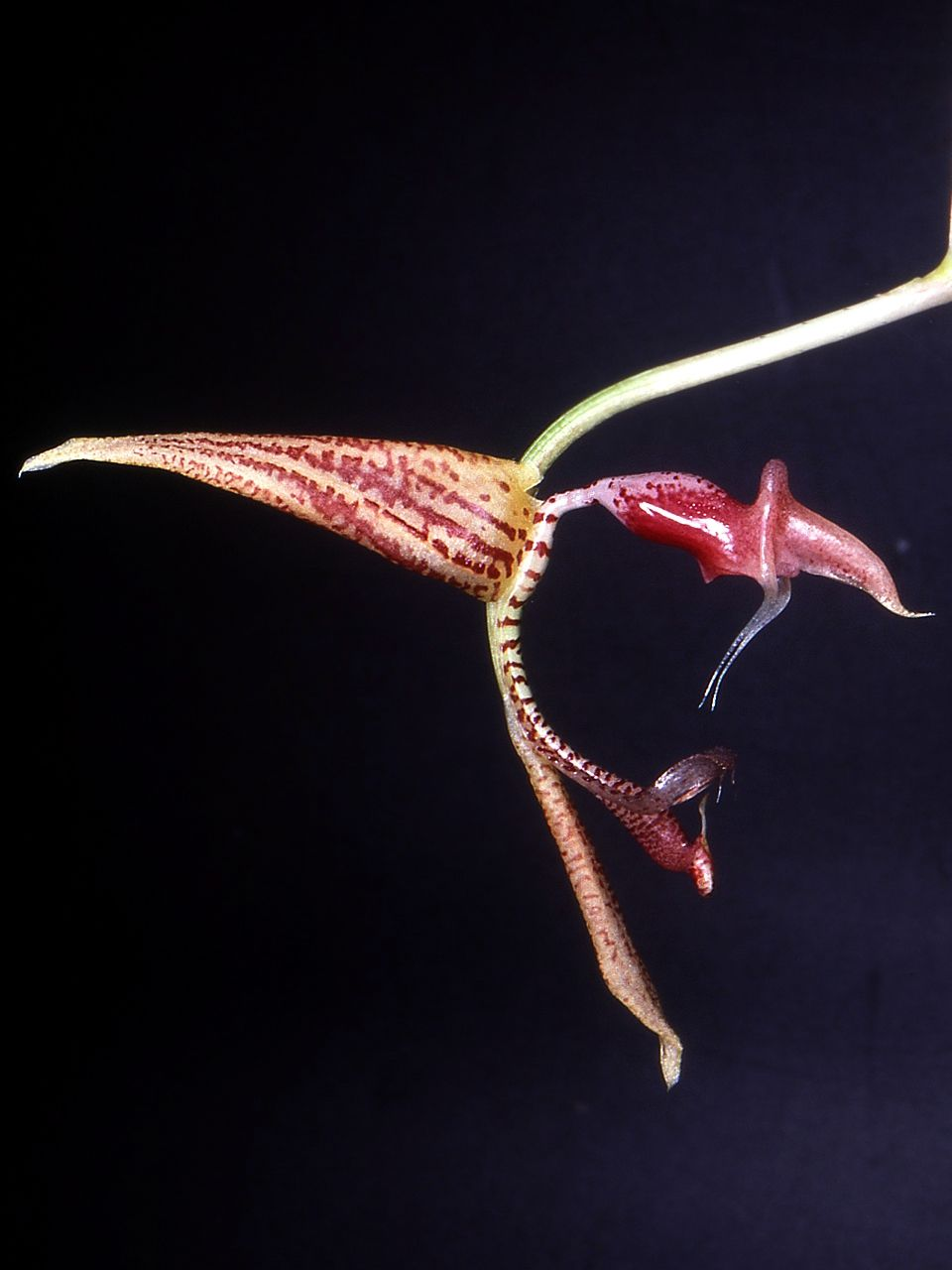